# Безводовка (станція, Ульяновська область)
Безводовка (рос. Безводовка) — станция в Кузоватовському районі Ульяновської області Російської Федерації.
Населення становить 219 осіб. Входить до складу муніципального утворення Безводовське сільське поселення.

## Історія
Від 2004 року входить до складу муніципального утворення Безводовське сільське поселення.

## Населення
| 2010 |
| ---- |
| 219  |